# 项国楠
项国楠，永嘉人，是一名清朝政治人物。
项国楠曾于嘉庆二十四年接替明恒任兴化府知府一职，嘉庆二十五年由陶然接任。